# Folete
Folete ist ein osttimoresischer Ort im Suco Raiheu (Verwaltungsamt Cailaco, Gemeinde Bobonaro). Die Siedlung liegt im Westen der Aldeia Ohoana, auf einem Gebirgszug, auf einer Meereshöhe von 613 m. Sie ist ein Vorort des Dorfes Ohoana, das weiter nördlich liegt.